# Irakli Zoidze
Irakli Zoidze, né le 21 mars 1969, est un joueur de football géorgien.

## Carrière
- 1990-1991 : Mertskhali Ozurgeti  Union soviétique
- 1991-1992 : FC Koutaïssi  Union soviétique
- 1992-1998 : Dinamo Tbilissi  Géorgie
- 1998-1999 : Maccabi Jaffa  Israël
- 1999 : FBK Kaunas  Lituanie
- 2000-2001 : Torpedo Koutaïssi  Géorgie
- 2002-2006 : Dinamo Tbilissi  Géorgie

## Sélections
- 19 sélections avec l'équipe de Géorgie de 1994 à 2001.